# 1925年大西洋飓风季
1925年大西洋飓风季的活跃度很低，一共只形成四个热带气旋，其中一个达到飓风强度。首场风暴于8月18日发展成型，最后一个气旋在12月1日消散。1925年时气象机构还没有正式规定“飓风季”的起止时间，现今则是以每年6月1日开始，同年11月30日结束，不过本季第一场风暴形成时飓风季已正式开始两个半月，最后一个气旋则持续到正式时段过去后。之后数十年间，大西洋飓风季的活跃程度有越来越高的趋势，所以飓风季的正式结束时间逐渐从10月31日后移至11月30日。
本季后两场风暴都对多地产生影响，其中最后一个气旋的影响范围包括古巴至罗德岛州。第三场风暴对德克萨斯州沿海地区造成的影响很小，仅有海岸沿线部分地点测得烈风强度风力。最后一场风暴对佛罗里达半岛沿海多个海滩构成严重破坏，损失数额估计有数百万美元，坦帕附近还有四人丧生。柑橘种植业蒙受损失的赔偿数额至少有60万美元，海上发生多起事故，导致至少55人遇难。

## 风暴

### 第一号飓风
8月17日，有船只在水温超过25.5°C的热带大西洋海域发现热带天气系统发展，并测得时速65公里大风。协调世界时次日凌晨0点，系统成为热带低气压，估计持续风速为每小时45公里。约18小时后，气旋在巴哈马东北偏北洋面增强成本季第一场热带风暴。风暴保持逐渐强化的趋势并向东北移动，于8月20日早上6点成为飓风。约30分钟后，有船只测得每小时75公里风速和993.6毫巴（百帕）气压，这也是正式记载中风暴的最低气压。不久后，气旋达到风力时速130公里的最高强度，在现代萨菲尔-辛普森飓风等级下已属一级飓风。风暴的前进速度加快，转向北上后于8月21日转变成温带气旋。

### 第二号热带风暴
本季第二场风暴最早是8月25日在佛罗里达州东侧出现，属热带低气压强度。此时气旋附近多艘船只测得时速35公里大风。系统在朝东北移动期间逐渐增强，于次日早上6点左右达到热带风暴强度。数小时后，气旋附近船只测得1010毫巴（百帕）气压。风暴当天转向西北偏西，移动速度开始加快。
8月27日清晨，气旋因行经海域水温降低而减弱，强度回落到热带风暴标准以下，并转变成温带气旋，此后不久就在开放海域上空消散。风暴自始至终位于海上，但外围雨带还是在乔治亚州、佛罗里达州和南、北卡罗莱纳州产生轻风细雨。佛罗里达州杰克逊维尔于8月25日降下11.9毫米雨量。8月26至27日，哈特拉斯角（Cape Hatteras）的降雨量达到52.3毫米。

### 第三号热带风暴
9月6日清晨，尤卡坦半岛西北近海出现热带低气压。气旋稳步朝西北方向的里奥格兰德河谷（Rio Grande Valley）前进，不久就强化成热带风暴。此时附近船只测得1012毫巴（百帕）气压值。下午18点，气旋已达到风力时速85公里的最高强度。9月7日凌晨3点，德克萨斯州布朗斯维尔至科珀斯克里斯蒂收到风暴警告，之后警告范围还扩大到该岛所有沿海地区。
警告范围扩大后不久，风暴从德克萨斯州和墨西哥边境以南不远的墨西哥北部登陆。布朗斯维尔在气旋登陆时测得1002毫巴（百帕）气压。风暴当天就在德克萨斯州西南部上空消散。没有任何报导表明气旋构成破坏，仅有德克萨斯州小片沿海地区测得热带风暴强度大风。风暴在德克萨斯州南部降下小雨，布朗斯维尔测得14.2毫米雨量，科珀斯克里斯蒂则有24.1毫米。9月7日上午8点，布朗斯维尔测得时速69公里大风。

### 第四号热带风暴
11月27日清晨，尤卡坦半岛东南方向洋面形成热带低气压。气旋在超过26.6°的海水上空向东南飘移，逐渐增强成热带风暴。下午13点左右，附近船只测得每小时65公里风速。进入海湾后，气旋的移动速度加快，风速提升至每小时105公里。11月30日晚，风暴以风力时速87公里、气压998.8毫巴（百帕，29.5英寸汞柱）强度从佛罗里达州坦帕以南不远处登陆。
风暴登陆后不久就开始减弱并在佛罗里达州中部上空转变成温带气旋，于数小时后进入大西洋，风速提升到飓风强度。凌晨0点，温带风暴已达到持续风速每小时150公里、最低气压980毫巴（百帕）的最高强度。附近的“帕托卡号”（Patoka）美国船只测得978.5毫巴（百帕，28.9英寸汞柱）气压。经过佛罗里达州后，气旋向东北移动的速度放缓，于晚上23点左右从威尔明顿和哈特拉斯角之间登陆，此时风速依然达到飓风下限。不久后，风暴的最大持续风速下滑至每小时120公里。受加拿大海洋省份上空的强烈高气压区影响，系统转向东南偏东。12月5日，气旋强度消退至热带低气压水平并开始南下。风暴残留继续向东移动，于当天从百慕大以北数百英里洋面经过并靠近亚速尔群岛。12月9日，气旋从奥尔塔附近经过，当地测得992毫巴（百帕，29.32英寸汞柱）气压和时速65公里大风。经过亚速尔群岛后，风暴同北大西洋上空的另一个气旋合并。
气旋对佛罗里达州的墨西哥湾沿岸地区房屋和农作物构成严重破坏，苏万尼河沿线部分树木被狂风连根拔起，通讯及输电线缆中断。人们起初以为距海岸线超过30米的建筑应该不会受到风暴破坏，但实际上还是受到重创，主要原因很可能是气旋激起的风暴潮。该州大西洋沿海也受到相当严重的破坏。坦帕附近发生两起事故，共有四人丧生。其中一次是房屋倒塌夺走三条人命，三人都被埋在地下；另一起事故是一名女子跑出家门后被断裂的树枝砸死。北卡罗莱纳州沿海地区出现狂风暴雨，威尔明顿周边水位接近历史最高水平。哈特拉斯角的通讯线缆在狂风下中断，一度失去同周边地区的联系。沿海地区多幢建筑和多艘船只受到相当严重的破坏。
佛罗里达州的经济损失估计有数百万美元，其中单杰克逊维尔就有100万美元。柑橘业受到重创，损失总额超过60万美元。海上发生多起事故，导致多人遇难。一艘载有七人的双桅纵帆船沉没，无人生还。阿拉巴马州莫比尔近海一艘正拖曳木材驳船的拖船沉没，船上人员不知所踪，估计全部淹死。“卡托帕兹号”（Catopazi）在南卡罗莱纳州查尔斯顿和古巴北岸间某地沉没，船上30人全部丧生。戴通纳海滩一艘载有六名船员和2000箱酒的船沉没，人员下落不明，估计均已溺毙。乔治亚州萨凡纳附近海域有12人同游艇一起沉入大海。综上所述，风暴在海上引发的事故共夺走至少55条人命。